# Horace Hogan
Michael Bollea (Tampa, 21 ottobre 1965) è un ex wrestler statunitense, meglio conosciuto con il ring name Horace Hogan, nipote di Hulk Hogan e cugino di Mike Awesome.

## Carriera

### Inizi
Per non far pesare troppo sulle sue spalle il nome che porta, Michael Bollea, questo il suo vero nome, dopo aver cominciato a cimentarsi con le arti marziali, combatte per diverso tempo, esattamente 6 anni, nella FMW col nome di Horace Boulder. Nella Frontier Martial Arts, Horace ci trova molto bene, perfeziona alcune mosse che più avanti gli faranno vincere qualche importante incontro (Full Nelson Slam, Flying Bulldog) e conosce un wrestler con il quale instaura immediatamente un rapporto di amicizia. Il wrestler in questione è Sabu, leggendario atleta molto conosciuto agli amanti del wrestling in Italia. Michael Bollea si unisce a Sabu e insieme formano un brillante tag team. La coppia funziona e i due si aggiudicheranno il FMW tag team title. Era il maggio del 1992 e i due wrestler sconfissero, a Tokyo, Atsushi Onita e Tarzan Goto. Ai primi di giugno dello stesso anno, la coppia perde le cinture contro il tag composto da Goto e Gregory Veritchev. Dopo quell'incontro, Horace gira di federazione in federazione, senza però mai trovare una sistemazione giusta. Le indipendenti gli stanno un po' strette, forse perché pensava che il suo cognome lo avrebbe proiettato nell'olimpo del wrestling mondiale per ricalcare le orme di suo zio. Horace torna alla FMW, si allena, si impegna e combatte in maniera sempre molto piacevole, tanto che in coppia con Ooya, vincono il FMW World Brass Knuckles Tag Team Title, battendo il 21 dicembre 1995 la coppia Yoshiaki Fujiwara e Daisuke Ikeda. Come il precedente con Sabu, il suo regno durò molto poco, infatti quindici giorni più tardi i campioni vennero sconfitti dal tag team formato da Jason the Terrible & Super Leather.

### World Championship Wrestling
Il 1998 è l'anno di Horace Hogan, finalmente approda alla World Championship Wrestling. Fa il suo debutto colpendo con un cartello stradale di Stop (suo segno caratteristico da qui in poi) Diamond Dallas Page, coinvolto in un match valevole per il titolo United States a Spring Stampede 1998 contro Raven, facendo vincere a quest'ultimo la cintura. Il giorno successivo durante la puntata di Nitro, Raven perse la cintura conquistata poche ore prima contro Bill Goldberg. Successivamente entra a far parte del gruppo di "rinnegati" capeggiato da Raven: The Flock. La stable capitanata da Raven era composta da Horace, Stevie Richards, Perry Saturn, Billy Kidman, Reese, Riggs, Lodi, Scott Vick e Van Hammer. Il 24 aprile 1998 debutta a Thunder, TV show della federazione, ed il suo primo match finisce con un No Contest contro Evan Karagias per poi tornare a calcare il ring in quel TV show un mese dopo e più precisamente il 22 maggio sconfiggendo Juventud Guerrera. L'8 luglio in coppia con Raven riescono a sconfiggere il tag team composto da Perry Saturn e Chris Kanyon. Qualche giorno più tardi lo vediamo al suo debutto a Nitro, TV show principale della federazione, ma viene sconfitto da The Barbarian. La sua permanenza nel gruppo del Flock dura poco ed Horace comincia un feud proprio contro l'ex compagno Raven. Prima lo batte in una puntata di Nitro, poi alleatosi con Kanyon (anche lui in lotta con Saturn) perde il match successivo contro Raven e Perry Saturn. Ottobre 1998 è un mese importante per Horace, non tanto perché vittorioso a Thunder contro Norman Smiley, ma perché messo finalmente "face to face" contro lo zio nel main event di Nitro del 18 ottobre. Il match termina con un No Contest.
A sorpresa però Horace Hogan decide di unirsi al gruppo dell'NWO, capeggiato dallo zio "Hollywood" Hulk Hogan, e lo fa intervenendo in aiuto di quest'ultimo durante il match che lo vede affrontare Warrior ad Halloween Havoc '98. Il 16 novembre, Horace è impegnato nuovamente nel TV show più importante della federazione, Nitro, in coppia con l'ex Harlem Heat Stevie Ray, e insieme riescono a sconfiggere Steve McMichael e Dean Malenko. Il 22 dello stesso mese eccolo impegnato nel suo primo PPV, ovvero World War III, partecipando ad una "3 Ring Battle Royal", dove combatte molto bene, ma deve arrendersi alla forza degli altri più quotati wrestler e alla potenza del vincitore Kevin Nash. Otto giorni più tardi, Horace in coppia con "Big Poppa Pump" Scott Steiner si ritrova faccia a faccia con Nash, che ha come compagno Scott Hall (Gli Outsiders), ma arriva per lui un'altra sconfitta. L'ultimo match dell'anno lo vede impegnato ancora una volta in coppia con Stevie Ray, e battono Chavo Guerrero & Disqo Inferno. Il 4 febbraio '99, Horace è in coppia con Brian Adams e durante Thunder riesce a prendersi la rivincita della sconfitta subita un anno prima da The Barbarian, che per l'occasione faceva coppia con Meng. Cinque giorni più tardi la coppia Horace/Adams viene battuta a Nitro dal duo Curt Hennig e Barry Windham. Nelle settimane successive, il gruppo dell'NWO però piano piano comincia a sgretolarsi, ed Horace partecipa ad una Battle Royal che assegna la nuova leadership del gruppo, che era stata lasciata da Hulk Hogan. Horace non riesce a vincere la contesa, disputata il 5 aprile 1999 a Nitro, che viene vinta da Stevie Ray, il quale diventa il nuovo leader del gruppo, o per meglio dire di quello che ne rimaneva.
Horace Hogan fa coppia con Brian Adams e insieme fanno fuori The Disorderly Conduct, ma in singolo non va molto bene, infatti, perde tantissimi match uno dietro l'altro. Il 20 maggio ritrova sulla sua strada Raven e Perry Saturn, campioni di coppia WCW, e combatte in coppia con Vincent in un match valevole per il titolo senza però riuscire nell'impresa di vincere. Il 13 giugno 1999, Horace partecipa al suo secondo PPV in WCW ovvero Great American Bash, dove viene sconfitto da Ernest "The Cat" Miller. Il 28 giugno in coppia con Vincent, Stevie Ray e Brian Adams perdono contro Barry Windham, Kendall Windham, Curt Hennig e Bobby Duncam jr, per poi presentarsi a Bash at the Beach, il suo ultimo PPV in WCW, e subire un'ennesima sconfitta nell'Hardcore Junkyard Match che vede Fit Finlay vincitore. Nel mese di Agosto, Horace ha ancora la possibilità di battere i campioni di coppia, questa volta i famosissimi Harlem Heat, ma lui e il compagno Scott Norton non riescono nell'impresa. Horace è in declino e sul finire dell'anno 1999 perde prima contro Brad Armstrong e poi contro Norman Smiley.
Agli inizi del 2000, in piena nuova era Russo/Bischoff in WCW, Horace Hogan entra a far parte del Billionaire Club (gruppo composto da veterani del ring) che si contrappone al gruppo del New Blood (che comprende tutti i giovani wrestler della federazione capitanati dai due Dirigenti). Horace si schiera dalla parte dello zio Hulk impegnato in un feud contro Billy Kidman, ma Eric Bischoff riesce a corromperlo, tramite la bella Torrie Wilson, la ragazza di Kidman. Horace cade all'abboccamento e quindi tradisce lo zio Hulk Hogan. Questo fa nascere un'ovvia rivalità fra i due che si affrontano in svariate occasioni. Il 15 maggio 2000, Horace Hogan ottiene la vittoria più prestigiosa della sua carriera sconfiggendo lo zio Hulk Hogan a Nitro, tuttavia quest'ultimo due giorni dopo a Thunder si prende la rivincita ed il 5 giugno 2000 a Nitro lo sconfigge nuovamente questa volta in uno "Steel Cage Match".

### Federazioni indipendenti
Dopo i fatti di Bash at the Beach 2000, che vedono l'allontanamento di Hulk Hogan dalla WCW, si conclude anche la carriera di Horace in questa federazione, e passa a combatte a Puerto Rico, nella WWC/IWA. Nel 2000, Horace Hogan invade la NWA Florida ed il primo con cui comincia un feud è il wrestler con cui ha vinto nella sua carriera il primo titolo, ovvero Sabu. Poi ne comincia un altro con Mike Rapada, mentre invece si allea con Dan Severn. Horace & Severn sconfiggono Sabu & Rapada durante lo show NWA Florida The Chamberlain Challege. Con Dan Severn si instaura un ottimo rapporto e i due insieme sfiorano la vittoria del titolo mondiale di coppia, perdendo contro Cyborg e B. Brian Blair (l'ex Killer Bees).
La carriera di Horace sembra in una fase di stallo, gira per le varie federazioni indipendenti, senza però mai brillare. Combatte nella MCW e nella IPW, ma Horace Boulder riesce a vincere solo in Florida il titolo della PCW. Tuttavia, complice l'influenza dello zio Hulk Hogan, nel 2002 Horace viene messo sotto contratto di sviluppo dalla WWE, che lo manda a combattere in una sua federazione satellite, la HWA (Heartland Wrestling Association). Però il sogno di approdare nella federazione regina del wrestling mondiale svanisce presto, quando il 27 settembre 2002 la WWE recide il contratto che lega le due parti. Horace torna quindi a calcare i ring delle federazioni indipendenti. L'ultima sua apparizione di rilievo risale al febbraio 2003 al Jimmy Hart's All-Star Wrestling dove però si deve inchinare a Buff Bagwell.

## Personaggio
- Mosse Finali
  - Samoan Drop

## Titoli e riconoscimenti
- Frontier Martial Arts Wrestling
  - FMW Brass Knuckles Tag Team Championship (1) – con Hisakatsu Oya[1]
  - WWA Martial Arts Tag Team Championship (1) – con Sabu[2]
- Pro Wrestling Illustrated
  - 257º nella lista dei migliori 500 wrestler singoli nella PWI 500 del 1992[3]
  - 497º nella lista dei migliori 500 wrestler singoli nei PWI Years del 2003[4]
- Altri titoli
  - PCW Heavyweight Championship (1)
  - SPW Heavyweight Championship (1)